# Juho Mäkelä (peintre)
Pour le footballeur, voir Juho Mäkelä.
Johan (Juho) Isak Mäkelä, né le 23 septembre 1885 à Oulu et mort le 2 septembre 1943 dans la même ville, est un peintre finlandais.